# Botnia Paradise
Botnia Paradise är en musikal av och med den finlandssvenska humorgruppen KAJ. Musikalen skildrar livet på färjorna på Östersjön, både ur personalens och passagerarnas synvinkel.  Botnia Paradise är "Östersjöns billigaste kryssningsfartyg", en skorv från 1972 där kaptenen sålt all säkerhetsutrustning, inklusive livbåtar och flytvästar, för att finansiera diverse tillbehör till personalfesterna. Ungkarlarna Dan-Ole och Bertel beträder båten i syfte att hitta kvinnfolk.
Musikalen är humorgruppen Kajs andra musikal på Wasa Teater efter Gambämark. Musikalen är teaterns mest framgångsrika, med 27 472 besökare, före Colorado Avenue 1999 med 27444 besökare, Sound of Music med 25355 besökare 1994 och Gambämark med 23341 besökare 2018. 

## Rollista
- Jakob Norrgård – Benjamin, en ung kille som söker sin väg framåt och sin plats i livet. Namne med Benjamin Ingrosso och artistdrömmen i Sverige är det största i livet för honom, uppväxt som han är med Sveriges tv, Melodifestivalen och Allsång på Skansen. Talar finska dåligt. Fanboy till Linda Q  som står för underhållningen på båten.[2]
- Kevin Holmström – Dan-Ole, en fågelintresserad ungkarl, Österbottens Stig-Helmer Olsson (Sällskapsresan), klädd i kortbyxor och kikare, bor hemma hos mamma[2]
- Axel Åhman – Bertel, Dan-Oles bästa vän, entreprenör och nykter spelmissbrukare, Österbottens Ole Bramserud
- Johan Aspelin – kapten Juha-Mika "Kossu" Koskiniemi (där Kossu är slang för brännvinet Koskenkorva)
- Carola Sarén – Sinikka, kryssningsvärdinna som reder upp vilka problem som helst (ofta skapade av kaptenen); kokar muscha (hembränt, moonshine) för att öka intäkterna, klarar av Heimlichmanövern, slangar bränsle ur Viking Amorella
- Jonas Bergqvist – tuffingen Tuplajuusto, en finsk- och Närpesbördig mc-åkare med hett humör och en mjuk sida som älskar romantik och poesi
- May Schjörlien, rikssvenska schlagerdivan Linda Q som står för underhållning "i världsklass", piskar upp eurodancestämningen.
- Mathilda Kruse, barnklubbsledare, Benjamins skönsjungande kollega och nyfunna kärlek Julia
- Tove Qvickström, Eva-Lisa, fågelskådare med praktiska kläder, den kvinnliga mostsvarigheten till Dan-Ole
- Markus Lytts, båtens trubadur, berättaren

## Bilder

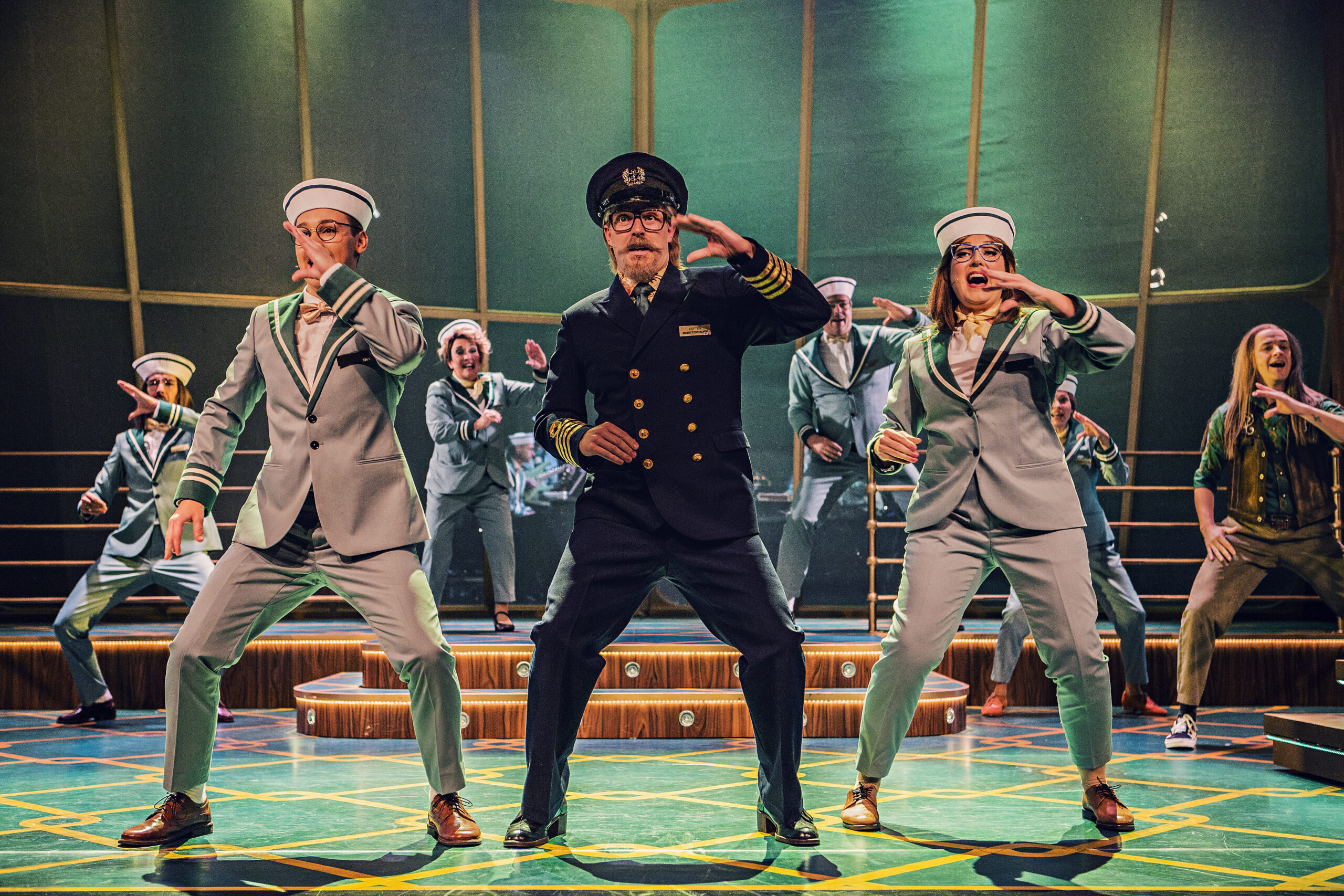
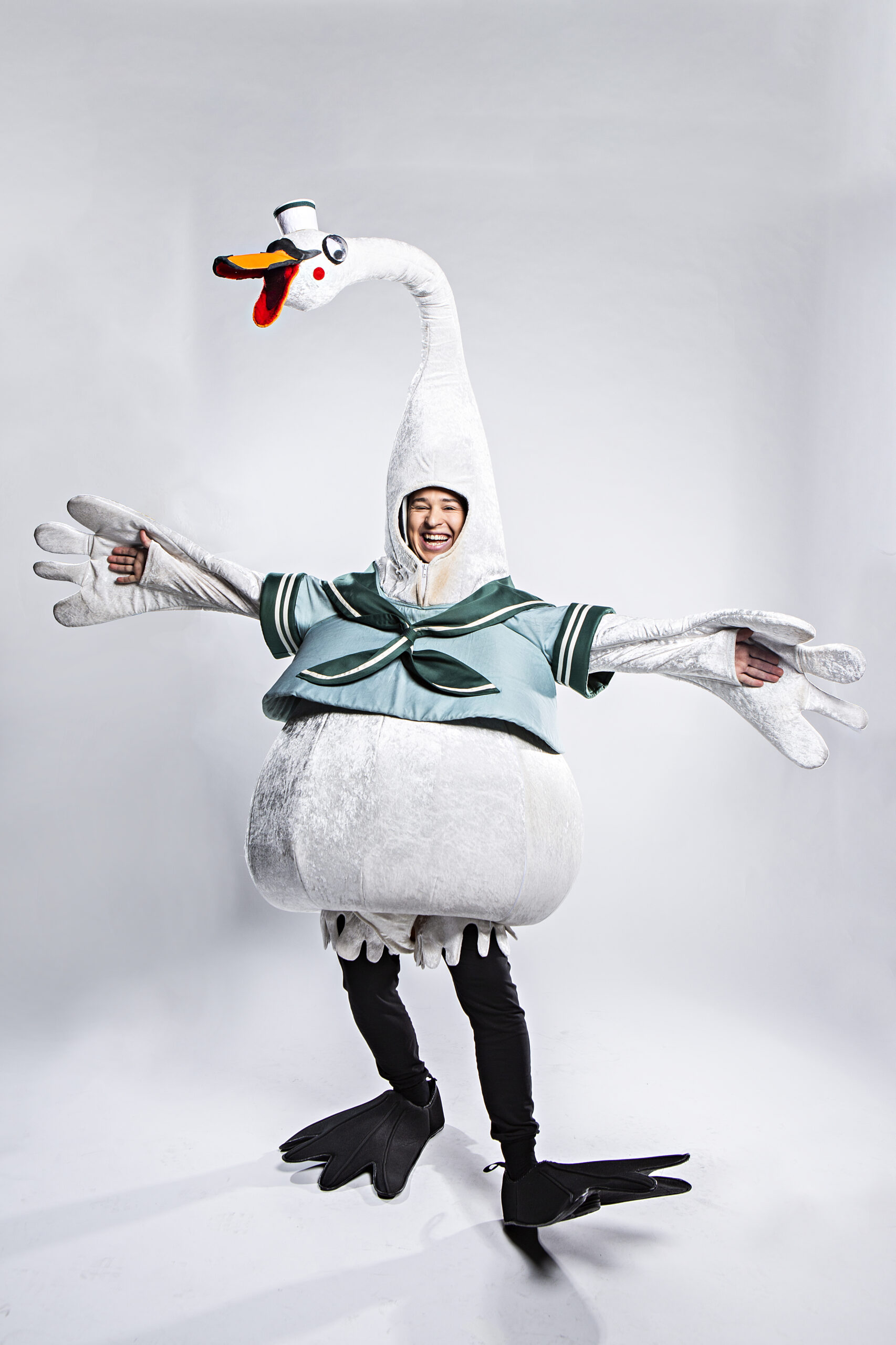
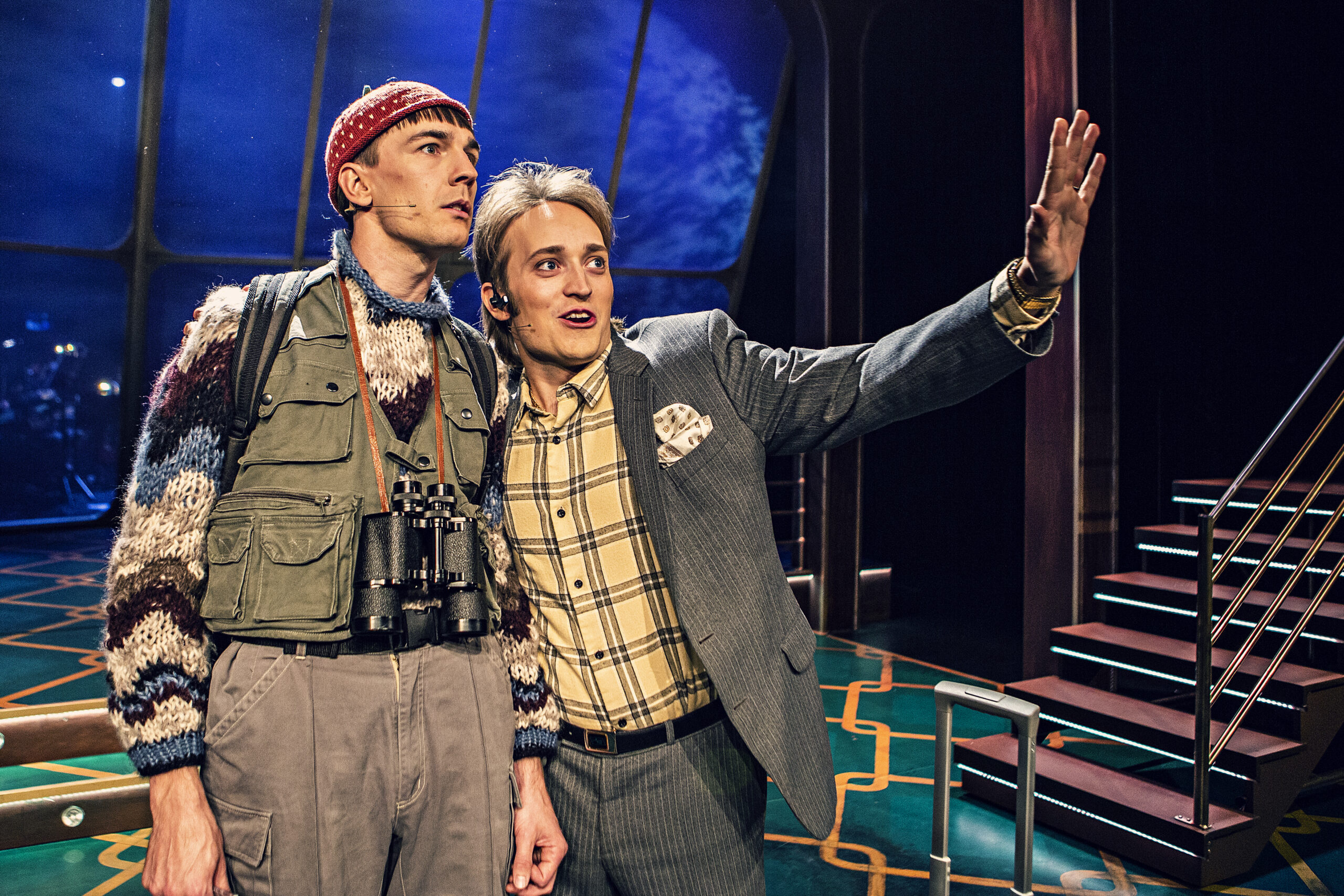
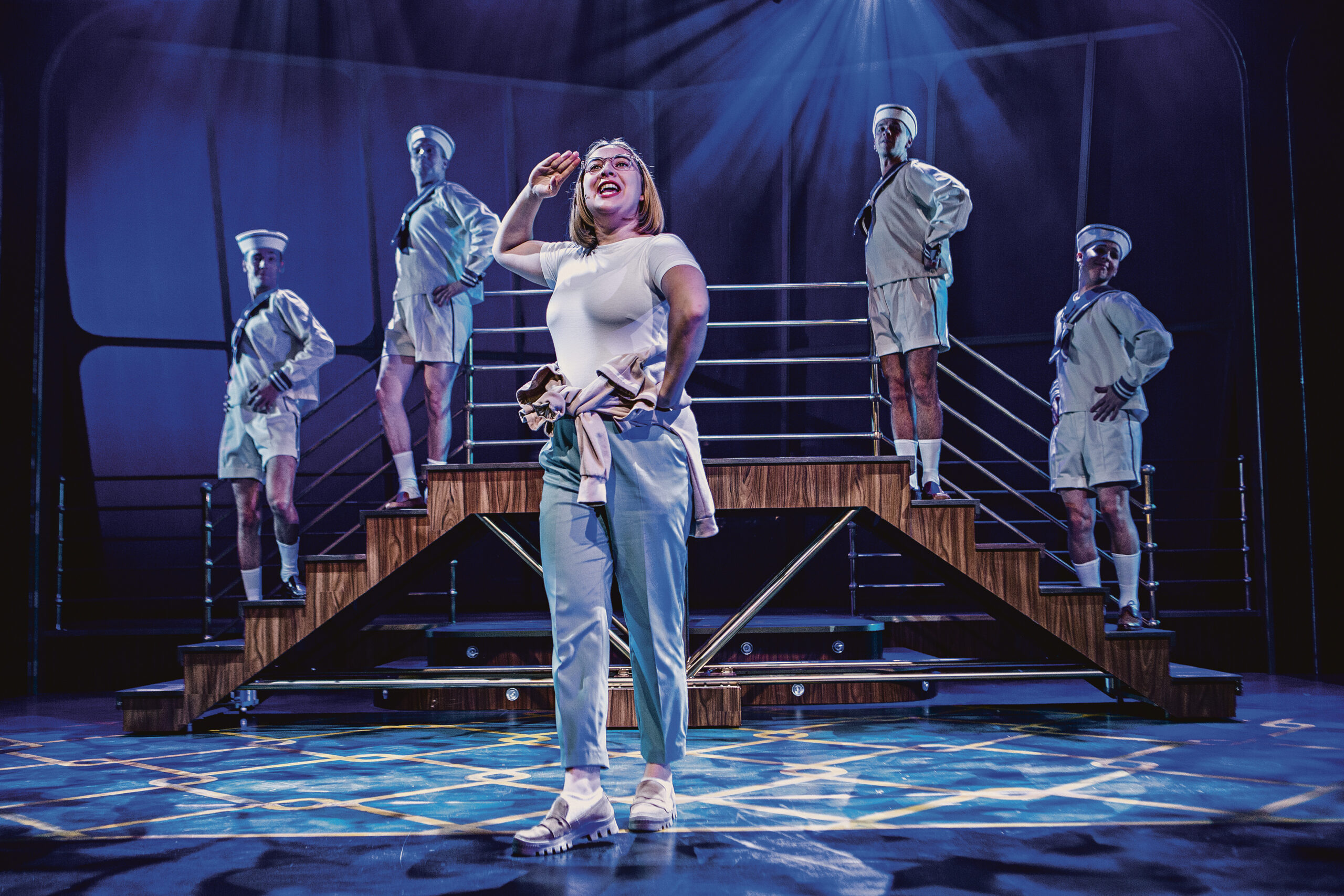
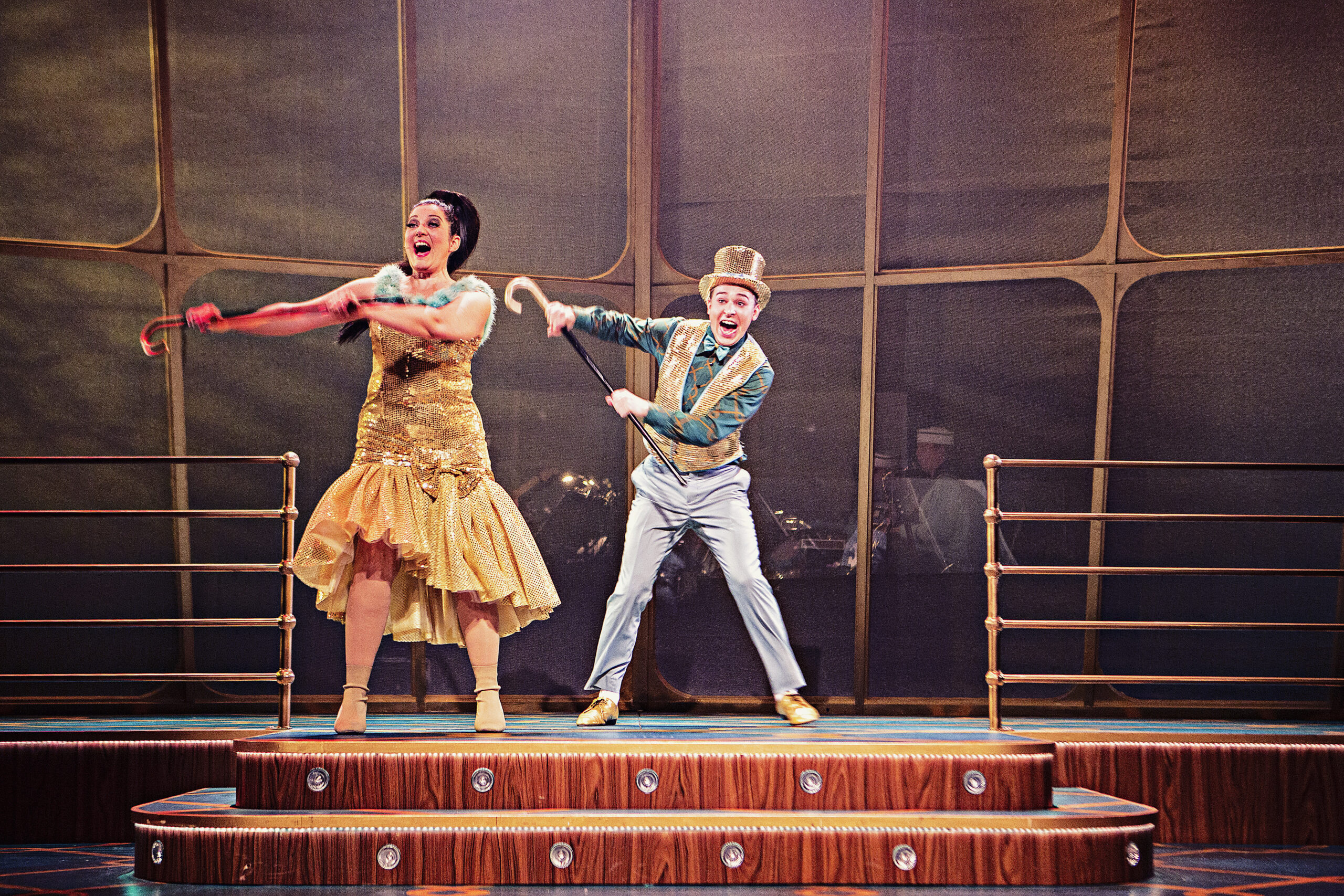
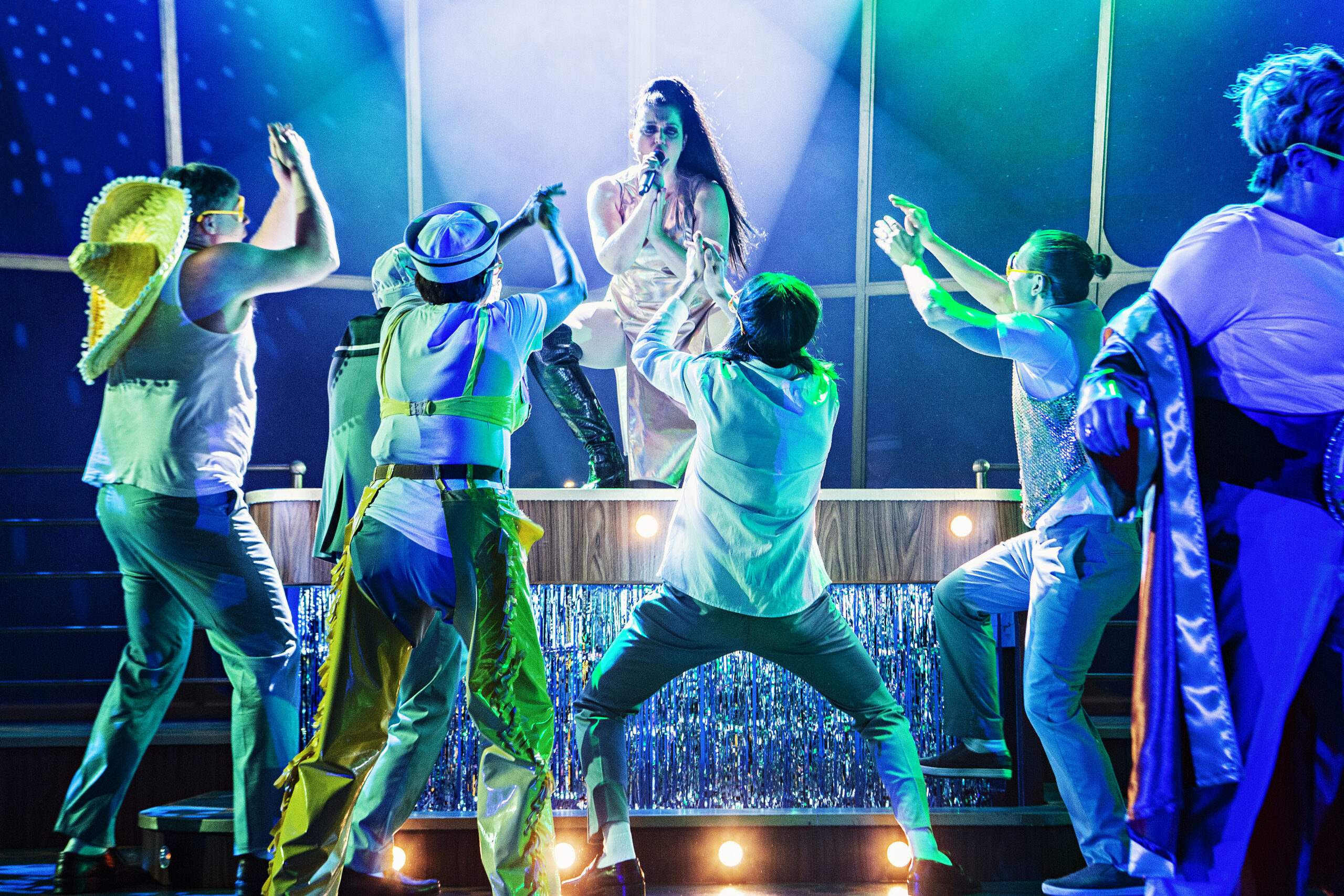
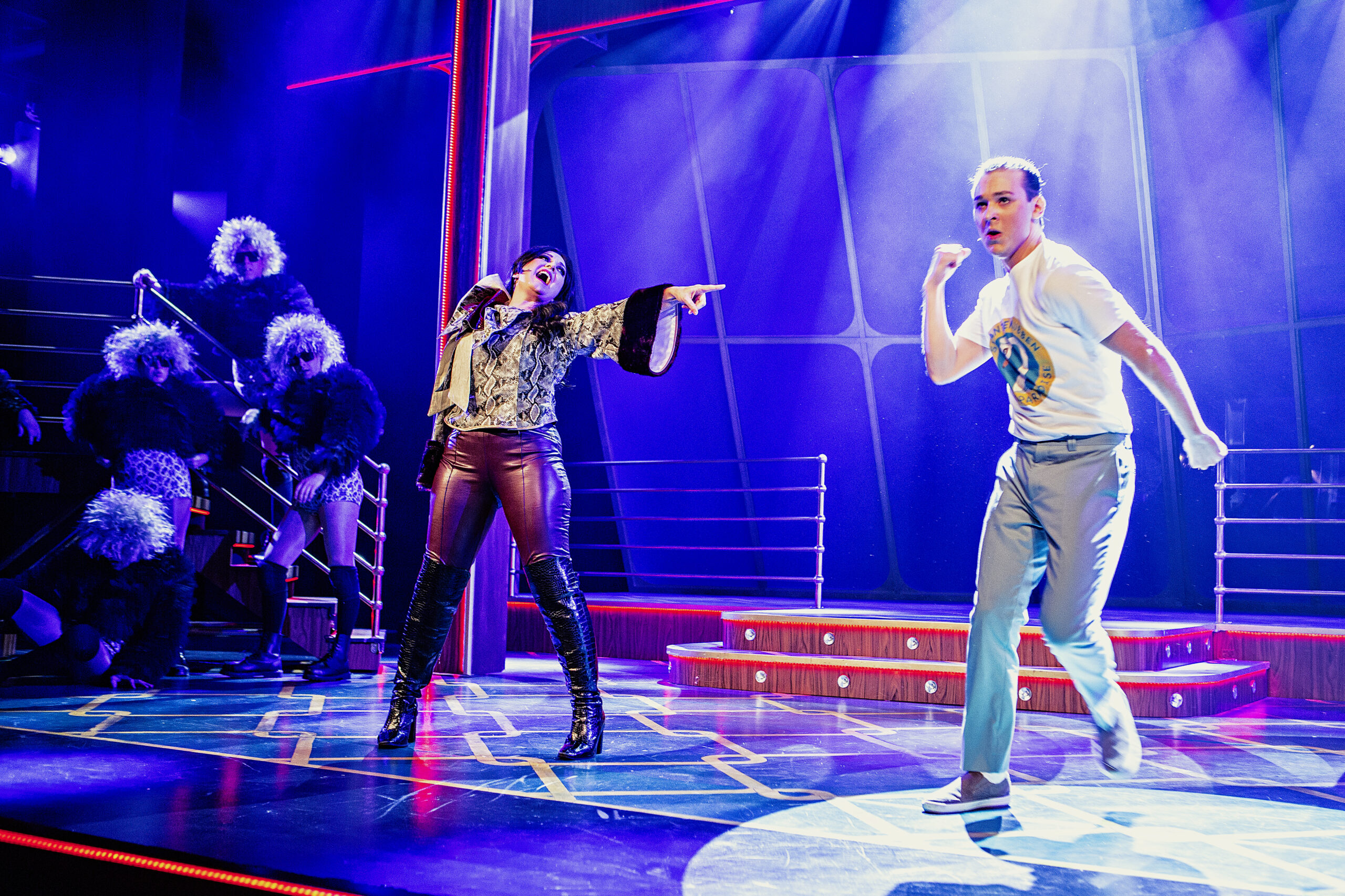
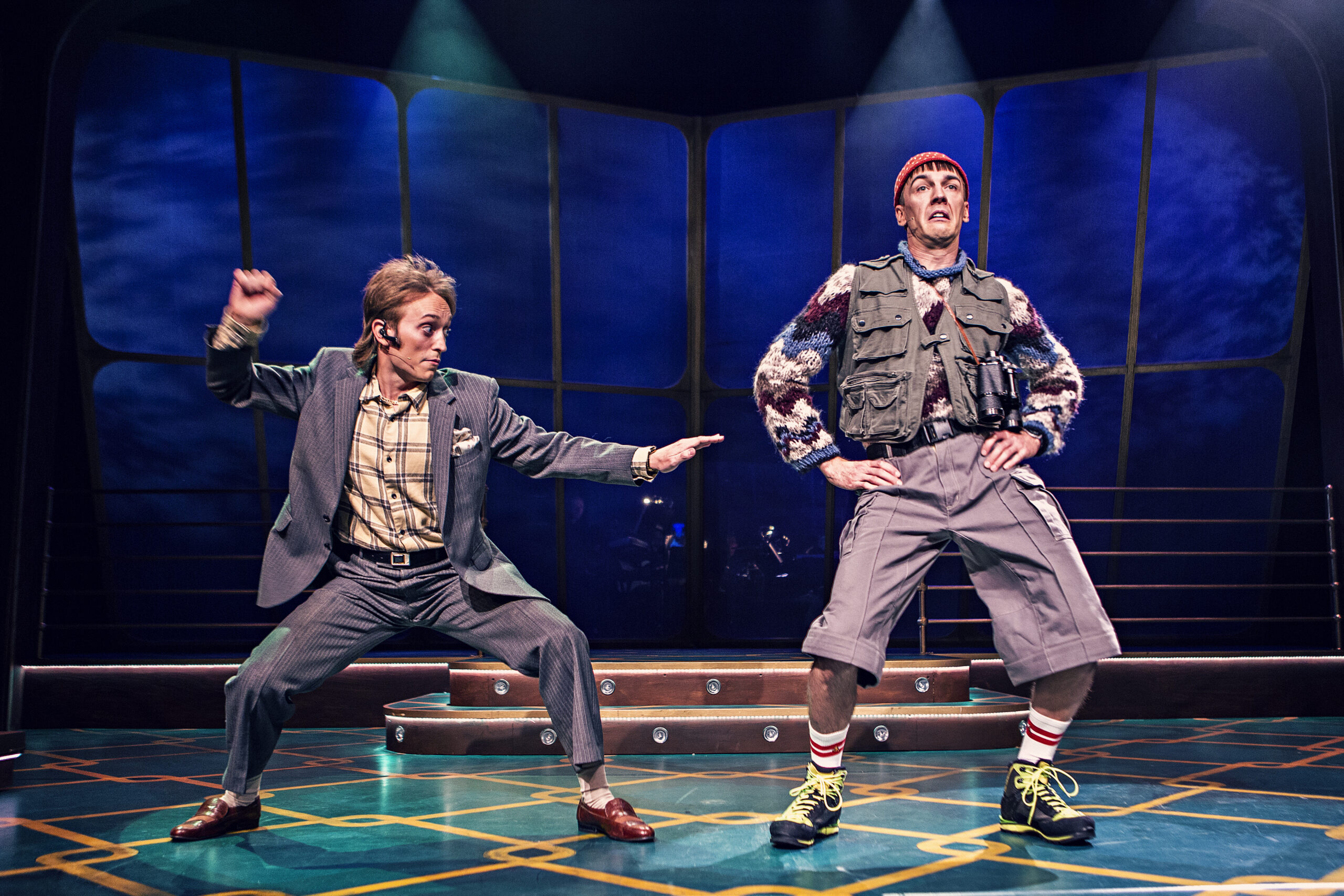